# Oblast
Oblast (russisch und ukrainisch область; belarussisch вобласць woblasz; serbisch und bulgarisch област; slowakisch oblasť; kasachisch облыс oblys [Mehrzahl облыстар oblystar]; kirgisisch Облус Oblus; slawisch feminin, deutsch auch maskulin, Mehrzahl im Deutschen: Oblaste oder Oblasts; wörtlich „Gebiet“) ist die Bezeichnung für einen größeren Verwaltungsbezirk in Belarus, Bulgarien, Kasachstan, Kirgisistan, Russland und der Ukraine und für ein statistisches Gebiet in der Slowakei.

## Staaten

### Belarus
Belarus ist in sechs Woblasze und den Hauptstadtbezirk Minsk gegliedert.

### Bulgarien
Der bulgarische Zentralstaat ist seit 1999 in 28 Oblaste gegliedert, die vor 1987 als „Okruge“ bezeichnet wurden. Von 1987 bis 1999 wurden je drei bis vier der damaligen Okruge zu je einer Oblast zusammengefasst.

### Kasachstan
Kasachstan ist in 14 Oblystar und drei Städte mit Sonderstatus gegliedert.

### Kirgisistan
Kirgisistan ist in sieben Oblaste und die beiden unabhängigen Städte Bischkek und Osch gegliedert.

### Russland
In Russland ist die Oblast eine Föderationseinheit (Subjekt), ausgestattet mit einer administrativen Autonomie. Oblaste sind mit weit weniger Befugnissen ausgestattet als die Teilrepubliken.

### Ukraine
Die Ukraine ist in 24 Oblaste, die Krim und zwei Städte mit besonderem Status unterteilt.